# Spaanse legislatuur VII
De Spaanse legislatuur VII is in de Spaanse politiek de periode die begint op 5 april 2000, als na de parlementsverkiezingen van 2000 de nieuwe samenstelling van de Cortes Generales geïnstalleerd wordt. De legislatuur eindigt op 1 april 2004, de dag voordat de volgende Cortes geïnstalleerd worden na de verkiezingen van 2004 en de VIIIe legislatuur begint. José María Aznar is tijdens deze periode voor de tweede keer premier van Spanje en zijn conservatieve partij de PP de grootste in zowel het Congres van Afgevaardigden als de senaat.